# Hornberg
Hornberg (früher amtlich: Hornberg/Schwarzwaldbahn) ist eine Stadt im Mittleren Schwarzwald im Ortenaukreis in Baden-Württemberg. Die Stadt behauptet, obwohl es keinerlei historische Quellen dafür gibt, der Ursprung der Redewendung zum Hornberger Schießen zu sein.

## Geographie

### Geographische Lage
Hornberg liegt an der Mündung des Reichenbachtals in das Gutachtal im mittleren Schwarzwald in 344 bis 970 Metern Höhe (Gemarkungsgrenze zu Gutach im Talgrund – Karlstein), im südöstlichen Zipfel des Ortenaukreises.

### Nachbargemeinden
Die Stadt grenzt im Nordwesten an Gutach, im Norden an die Stadt Wolfach, im Osten an Lauterbach und Schramberg, beide im Landkreis Rottweil, im Süden an die Stadt Triberg und im Südwesten an Schonach, beide im Schwarzwald-Baar-Kreis und im Westen an die Stadt Elzach im Landkreis Emmendingen.

### Stadtgliederung
Zur Stadt Hornberg mit den ehemals selbstständigen Gemeinden Niederwasser und Reichenbach gehören die Kernstadt Hornberg und 133 weitere Ortsteile (Dörfer, Weiler, Zinken, Höfe und Häuser).
| Wappen Hornberg     | In der Gemarkung Hornberg liegen die Stadt Hornberg, die Zinken Offenbach und Schwanenbach und der Wohnplatz Am Rubersbach. | Hornberg mit Schloss (2015)                |
| Wappen Niederwasser | In der Gemarkung Niederwasser liegen das Dorf Niederwasser, die Zinken Am Bach, Frombach, Holdergund, Oberhippensbach und Unterhippensbach, die Höfe Großschanzenberg, Hinter Hauenstein, Holderhof, Oberfall, Obergießhof, Ober Niedergießhof, Renner, Unterfall, Unter Niedergießhof und Vorder Hauenstein und die Wohnplätze Bäracker, Bruckfelsen, Gaisberg, Glasträger, Grund, Himmelreich, Kleinschanzenberg, Kunzenbach, Linden(Hahnen)dobel, Bahnstation Niederwasser, Pelzbühl, Scheiben, Trummenstein, Vogelloch, Wächtersdobel und Webertal. | Karlstein bei Niederwasser (2013)          |
| Wappen Reichenbach  | In der Gemarkung Reichenbach liegen der Weiler Fohrenbühl, die Zinken Igelloch, Ober Reichenbach, Offenbach, Rappengrund, Schonach, Schondelgrund, Schwanenbach, Unter Reichenbach und Windkapf, die Höfe Adamshof, Alter Bader(bauern)hof, Andrealishof, Blumjockelesbauerhof, Dieschenhof, Eckenbauernhof (Kammerers Winterecke), Frombachbauernhof, Götzengut, Gründlebauer im Offenbach, Hasenhof im Frombach, Hasenhof im Schwanenbach, Heilerhof, Heizmannshof (Heizemehof), Hinterbauernhof, Hinterer Mosenberg, Horzbauernhof, Hofbauernhof, Im Gründle (Gründlebauer), Kenzengut, Kostbach (Ober und Unter), Kräher, Kucherbach(erhof), Kumbachhof, Langenbach (Ober), Langenbach (Unter), Lehmannshof, Lindendobel, Maierhof, Mooshof, Mooswald, Neuer Baderhof, Oberer Kammerhof (Kammerers Sommerecke), Obersteighof (Obersteigbauer), Reichensteinerhof, Rötenbach, Rötenbauernhof, Rohrenbauernhof, Säge(bauern)hof, Schembach (Ober und Unter), Schenkenbauernhof, Schneidermichelshof, Schondelhöfe (Jungbauernhof), Schondelhöfe (Moserhof), Schonenmichelhof, Schonetishof, Simonsbauernhof, Sonnenwirtshaus, Spechendobel(hof), Staigerhof, Tiefenbachbauer(Unter), Unterer Kammerhof, Unterer Wirtshäuslehof (Zur Krone), Unter Schonetishof, Untersteighof, Vogtsbauernhof, Vorderer Mosenberg, Waldhasenhof, Wieserhof, Wolfbauernhof, Wolfhansenecke (Eckenmatisenhof) und Zuckerbauer, Haus und Hof Sägewerk und die Wohnplätze Beizenbach (Peitschenbach), Ergenbach, Grund, Hasensteig (Steigheiler, Steigloch), Kuchelloch, Mooshansengut, Ölergütle, Pechloch, Sägbronnen, Schindleloch, Straßershäusle, Taubenbach, Tiefenbachergütler (Ober), Vogtsadeshof, Winterecke und Winterskopf. | Die Passhöhe im Ortsteil Fohrenbühl (2009) |

## Geschichte

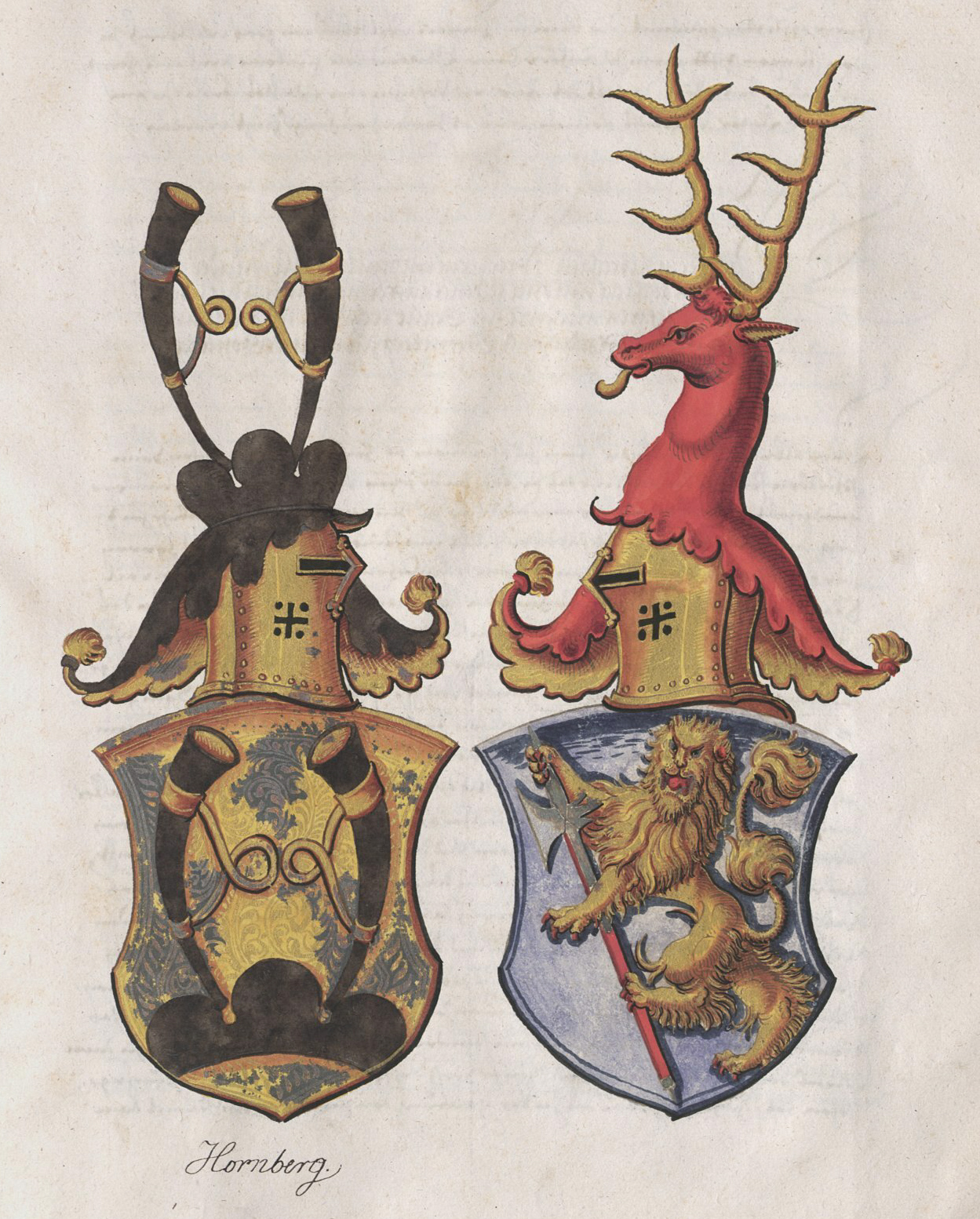
Allianzwappen anlässlich einer Eheschließung zwischen einem Freiherrn von Hornberg und einer Freiin von Zimmern

### Bis zum 19. Jahrhundert
Bereits zur Römerzeit verlief durch das Gebiet der Stadt eine bedeutende Fernverbindung von Straßburg nach Konstanz, die unter fränkischer Herrschaft weiterbetrieben wurde. Die Herrschaft Hornberg wurde dem Adalbert von Ellerbach von Heinrich IV. um das Jahr 1084 zum Lehen gegeben, der sich fortan von Hornberg nannte.
Um 1200 erfolgte unter den Erben eine Teilung, der südliche Teil wurde zur Herrschaft Triberg. Die Burg, unterhalb der sich die spätere Stadt Hornberg entwickelte, wurde zu dieser Zeit errichtet.
Die Stadt ging durch Verkauf in die Hände der Württemberger über, für die dieses Gebiet einen wichtigen Stützpunkt auf dem Weg zu ihren elsässischen Besitzungen und der Grafschaft Mömpelgard darstellte. Der Verkauf begann im Jahre 1423 und war etwa zwei Jahrzehnte später abgeschlossen. Mitte des 15. Jahrhunderts wurde die Stadt Sitz eines Obervogteiamtes. Hornberg war somit Bestandteil der Grafschaft Württemberg und seit 1495 des Herzogtums Württemberg.
Im Gränzvertrag zwischen dem Königreich Würtemberg und dem Großherzogthum Baden, der am 2. Oktober 1810 in Paris geschlossen wurde, kamen mehrere „Stäbe“ des Oberamtes Hornberg, so neben Hornberg die Stadt Schiltach und die Gemeinden Gutach und Kirnbach, an das Großherzogtum Baden. Hornberg blieb auch danach Sitz eines Bezirksamtes.

### Eingemeindungen
Die Gemeinde Niederwasser wurde am 1. Dezember 1971 und die Gemeinde Reichenbach am 1. April 1974 eingemeindet.

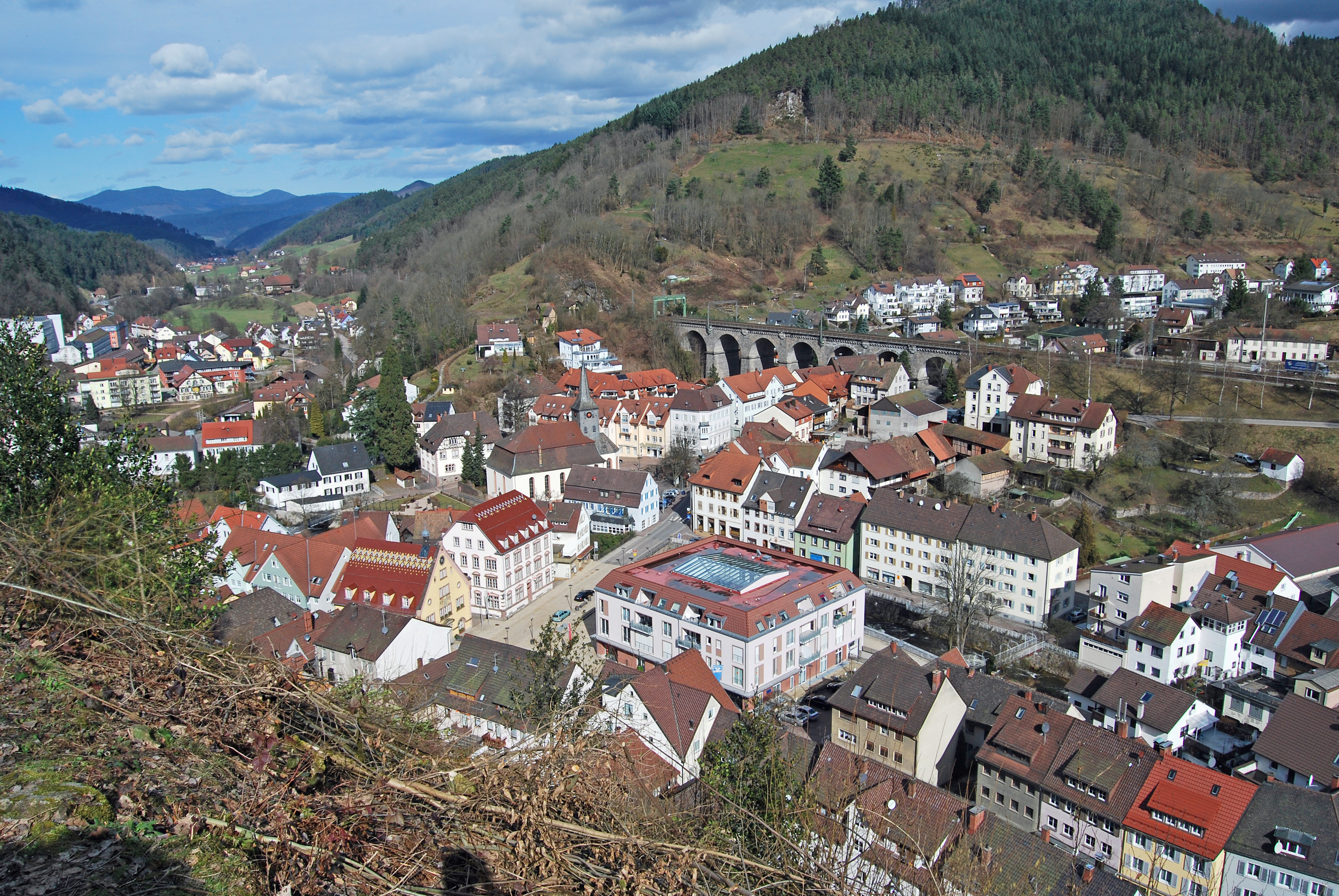
Blick auf Hornberg vom Schloss; zentral das Eisenbahnviadukt

## Demographie
Einwohnerzahlen nach dem jeweiligen Gebietsstand.
| Jahr | Einwohnerzahl |
| ---- | ------------- |
| 1939 | 3.263         |
| 1961 | 4.233         |
| 1970 | 4.252         |
| 2022 | 4.271         |

## Politik

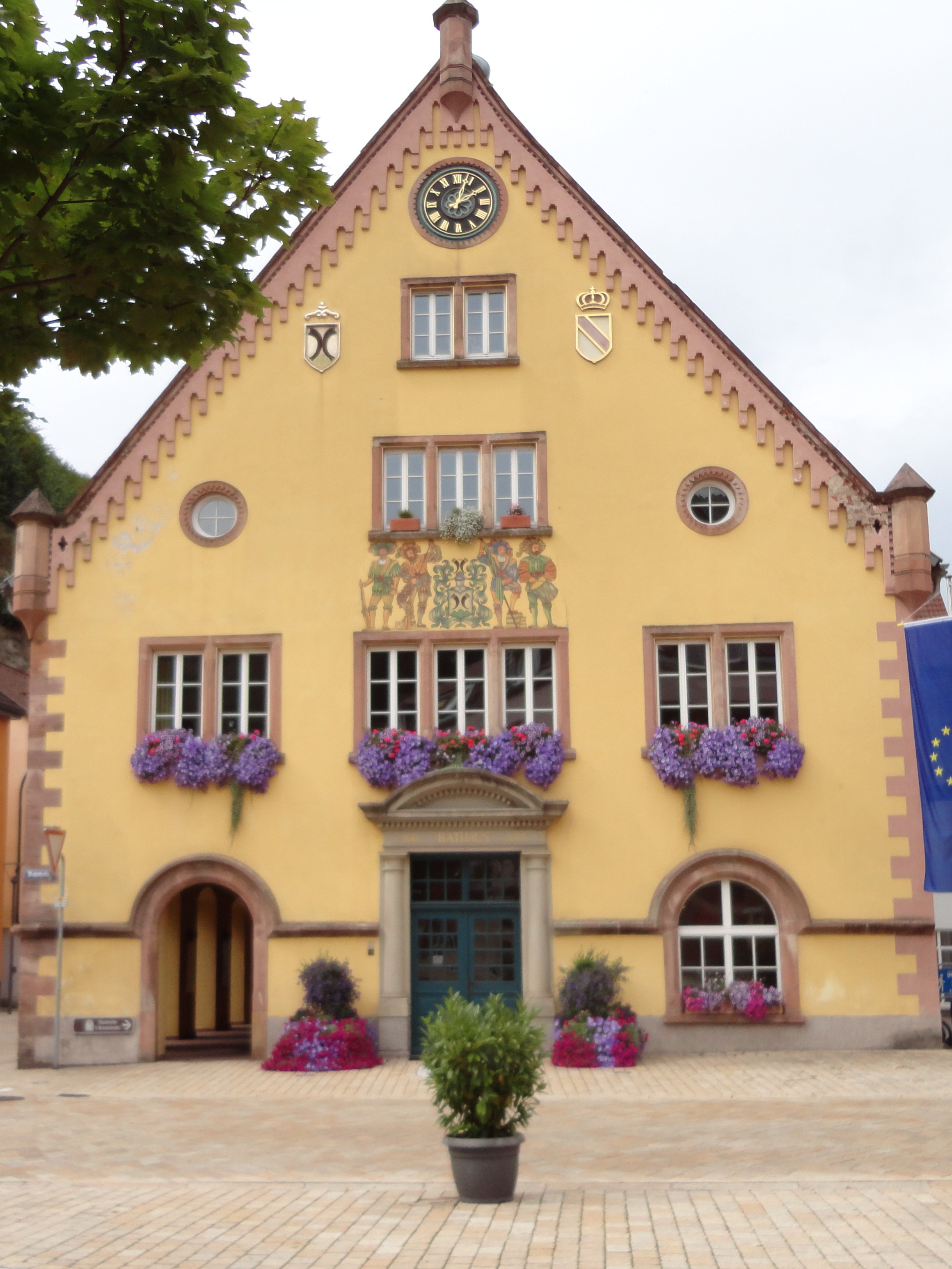
Rathaus Hornberg, 2015

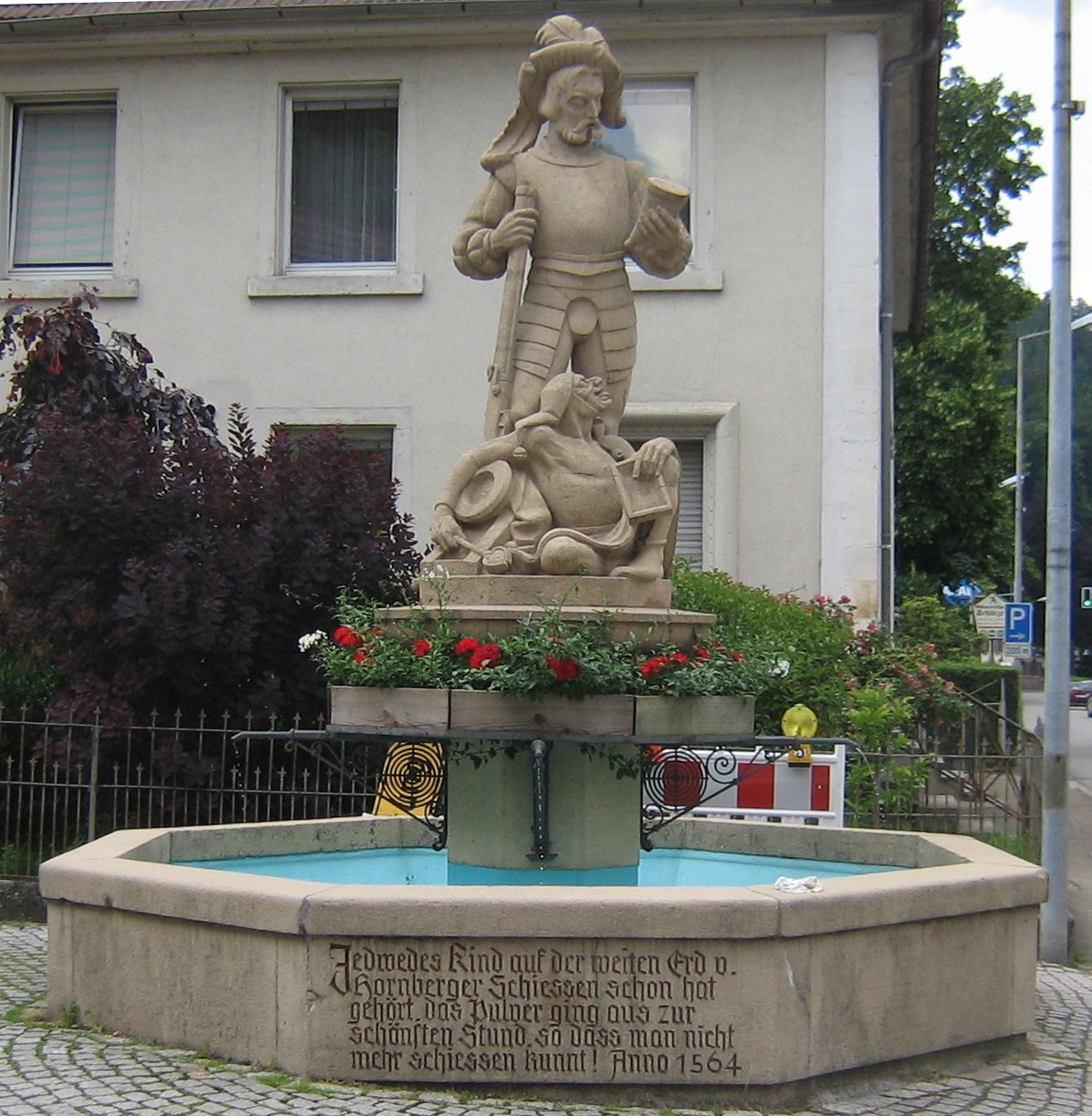
Stadtbrunnen in Hornberg, Landsknecht und Narr weisen auf das bekannte Hornberger Schießen hin.

### Bürgermeister
Bürgermeister ist seit dem 1. Februar 2023 Marc Winzer. Er wurde am 13. November 2022 mit 50,3 Prozent der Stimmen gewählt. Er folgte Siegfried Scheffold nach, der ab 2001 amtierte und Ende Januar 2023 in den Ruhestand trat.

### Gemeinderat
Der Gemeinderat besteht aus den gewählten ehrenamtlichen Gemeinderäten und dem Bürgermeister als Vorsitzendem. Der Bürgermeister ist im Gemeinderat stimmberechtigt. Der Gemeinderat in Hornberg hat 14 Mitglieder. Die Kommunalwahl am 9. Juni 2024 führte bei einer Wahlbeteiligung von 57,8 % (2019: 56,4 %) zu folgendem Endergebnis:
| Partei                | Wahlergebnis | Sitze   | Vergleich             |
| --------------------- | ------------ | ------- | --------------------- |
| Freie Wähler Hornberg | 37,8 %       | 5 Sitze | 2019: 29,7 %, 4 Sitze |
| CDU                   | 37,5 %       | 5 Sitze | 2019: 39,6 %, 6 Sitze |
| SPD                   | 24,8 %       | 4 Sitze | 2019: 30,8 %, 4 Sitze |

Reichenbach und Niederwasser verfügen über eigene Ortschaftsräte.

### Wappen
Es zeigt redend zwei abgewendete schwarze Jagdhörner (Hifthörner), die über einem grünen Dreiberg schweben auf einem silbernen Schild.

### Partnerschaft
Hornberg unterhält seit dem 13. September 1997 eine Städtepartnerschaft mit Bischwiller im Elsass (Frankreich).

## Wirtschaft und Infrastruktur

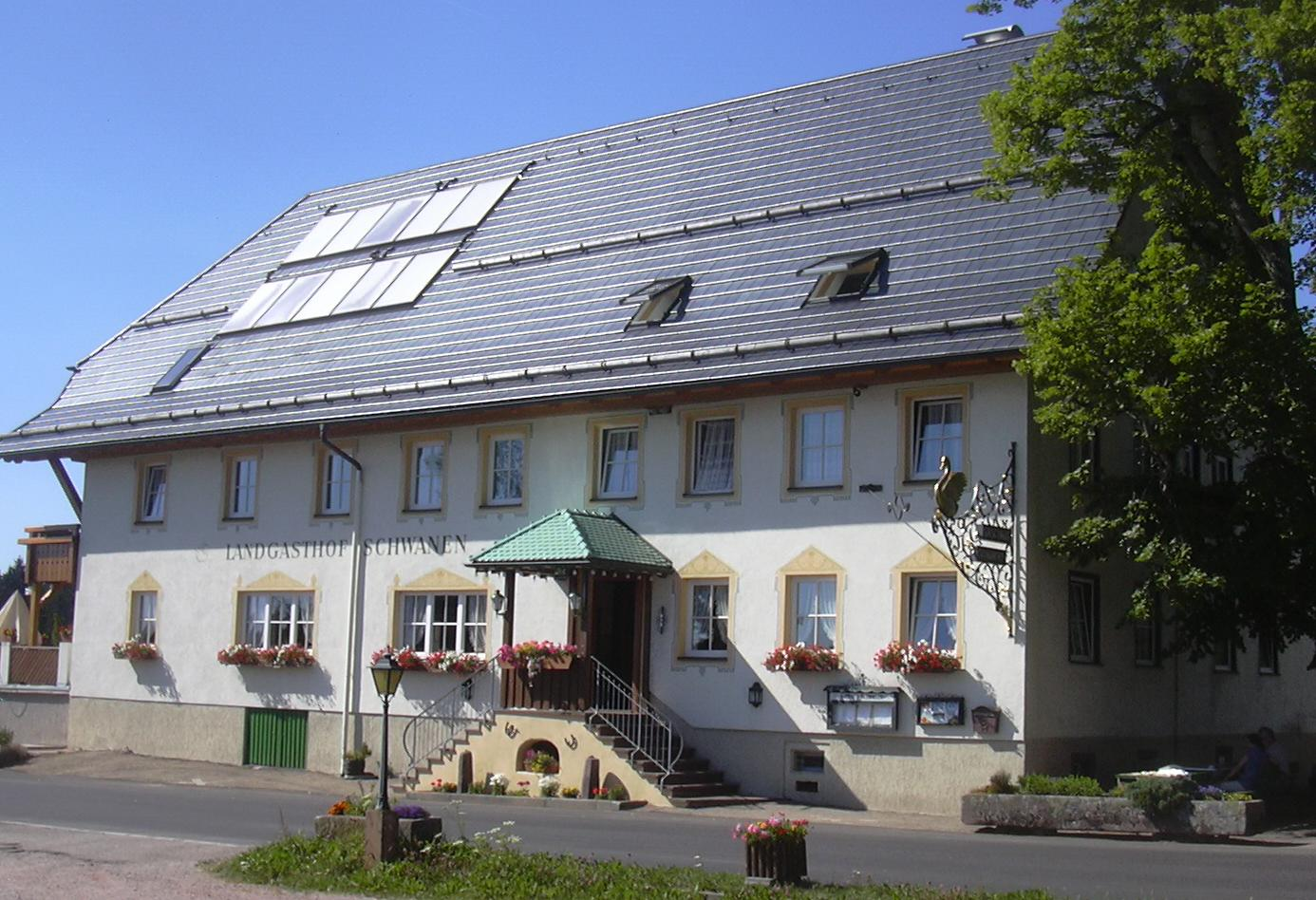
Gasthaus Schwanen auf dem Fohrenbühl

- Industrie: Sanitärkeramik, Elektrotechnik, Holzverarbeitung.
- Landwirtschaft: Die landwirtschaftlichen Betriebe konzentrieren sich auf Viehhaltung und Forstwirtschaft in den Ortsteilen Reichenbach und Niederwasser, von den 85 (2003) Betrieben sind 34 Haupterwerbsbetriebe.
- Fremdenverkehr: Der Tourismus ist für Hornberg ein wichtiger Erwerbszweig, insgesamt wurden im Jahr 2005 52.685 Übernachtungen gezählt.

### Ansässige Betriebe
In Hornberg sind unter anderem die Brauerei M. Ketterer GmbH & Co. und der Sanitärhersteller Duravit AG ansässig. In der Ortsmitte liegt das Hotel & Restaurant Adler, hoch über der Stadt das Hotel Schloss Hornberg. Zur anderen Seite der Stadt befindet sich die vom Neurologen Matthias Gottschaldt gegründete private Akutklinik Oberbergklinik Schwarzwald für Psychiatrie, Psychosomatik und Psychotherapie, die sich auf die Behandlung von Depressionen, Abhängigkeitserkrankungen, Burn-out sowie Angst- und Panikstörungen spezialisiert hat.

### Verkehr

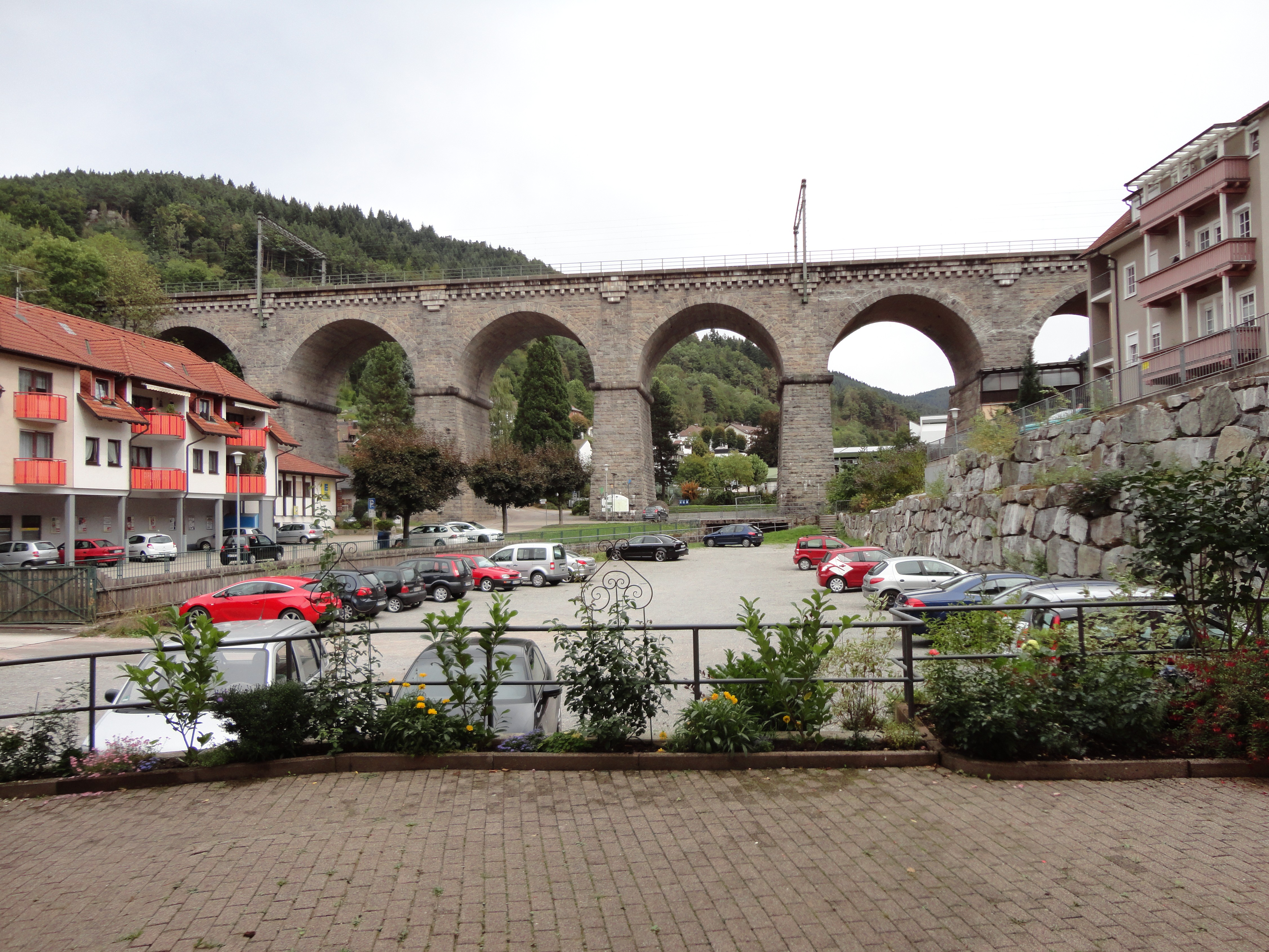
Eisenbahnviadukt, Westseite

Hornberg ist durch die Bundesstraße 33 (Willstätt–Ravensburg) mit dem überregionalen Straßennetz verbunden. Seit dem 3. Juli 2006 wird die Hornberger Innenstadt durch einen Umgehungstunnel, den 1885 Meter langen Hornberg-Tunnel, entlastet.
Über die Badische Schwarzwaldbahn von Karlsruhe über Offenburg und Singen nach Konstanz ist die Stadt an das Schienennetz angeschlossen. Hier beginnt in südlicher Richtung die tunnelreiche Bergstrecke.
Durch eine Alltagsroute aus dem Radnetz Baden-Württemberg ist Hornberg über Gutach (Schwarzwaldbahn) mit Hausach verbunden. Die geplante Weiterführung von Hornberg nach Triberg („Zielnetz“) besteht noch nicht.

### Bildungseinrichtungen
Mit der Wilhelm-Hausenstein-Schule verfügt Hornberg über eine Grundschule. Daneben gibt es je einen evangelischen und römisch-katholischen Kindergarten.

## Kultur und Sehenswürdigkeiten

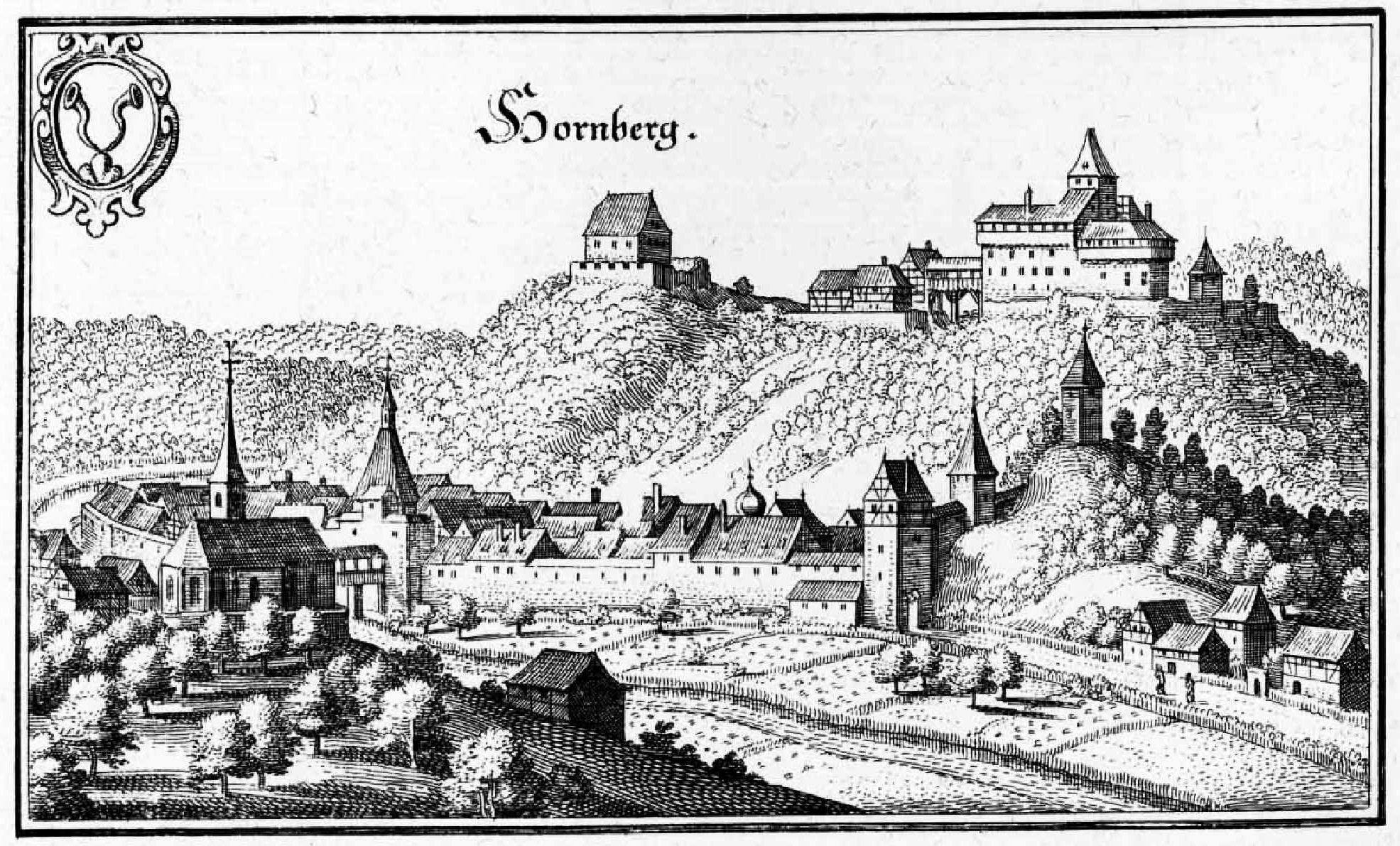
Stich von Matthäus Merian: Hornberg um 1643

Durch Hornberg führt der Querweg Rottweil–Lahr, in einigen Kilometern Entfernung verlaufen der Westweg und der Mittelweg, drei Fernwanderwege, die an vielen Sehenswürdigkeiten vorbeiführen. Der Ort liegt auch an der Deutschen Uhrenstraße.

### Bauwerke und Orte
- Schloss Hornberg
- Johannes-Täufer-Kirche, Evangelische Stadtkirche.[11] Der württembergische Baumeister Heinrich Schickhardt[12] errichtete 1600–03 ein neues breites Schiff am bestehenden gotischen Chor und baute eine Dreiseiten-Empore mit Ausrichtung auf die Kanzel nördlich vor dem Chorbogen ein. Damit stellte die Kirche bis 1955 eines der frühen Beispiele neuen protestantischen Kirchenbaus, der Querkirche dar.[13] Sie wurde 1953–55 nach starker Zerstörung im Zweiten Weltkrieg renoviert und restauriert und zuletzt 2018 erneut renoviert.[14]
- Eisenbahnviadukt der Schwarzwaldbahn
- Karlstein, Felsformation, Gedenkstein und Berggipfel im Ortsteil Niederwasser
- Stadtbrunnen zum Gedenken an das Hornberger Schießen. Erbaut 1955 durch Hugo Knittel[15]
- Hornberger Bär auf dem Bärenplatz neben der Gutach-Brücke
- Duravit Design Center

### Museen
- Stadtmuseum mit Wilhelm-Hausenstein-Gedenkraum[16]

### Regelmäßige Veranstaltungen

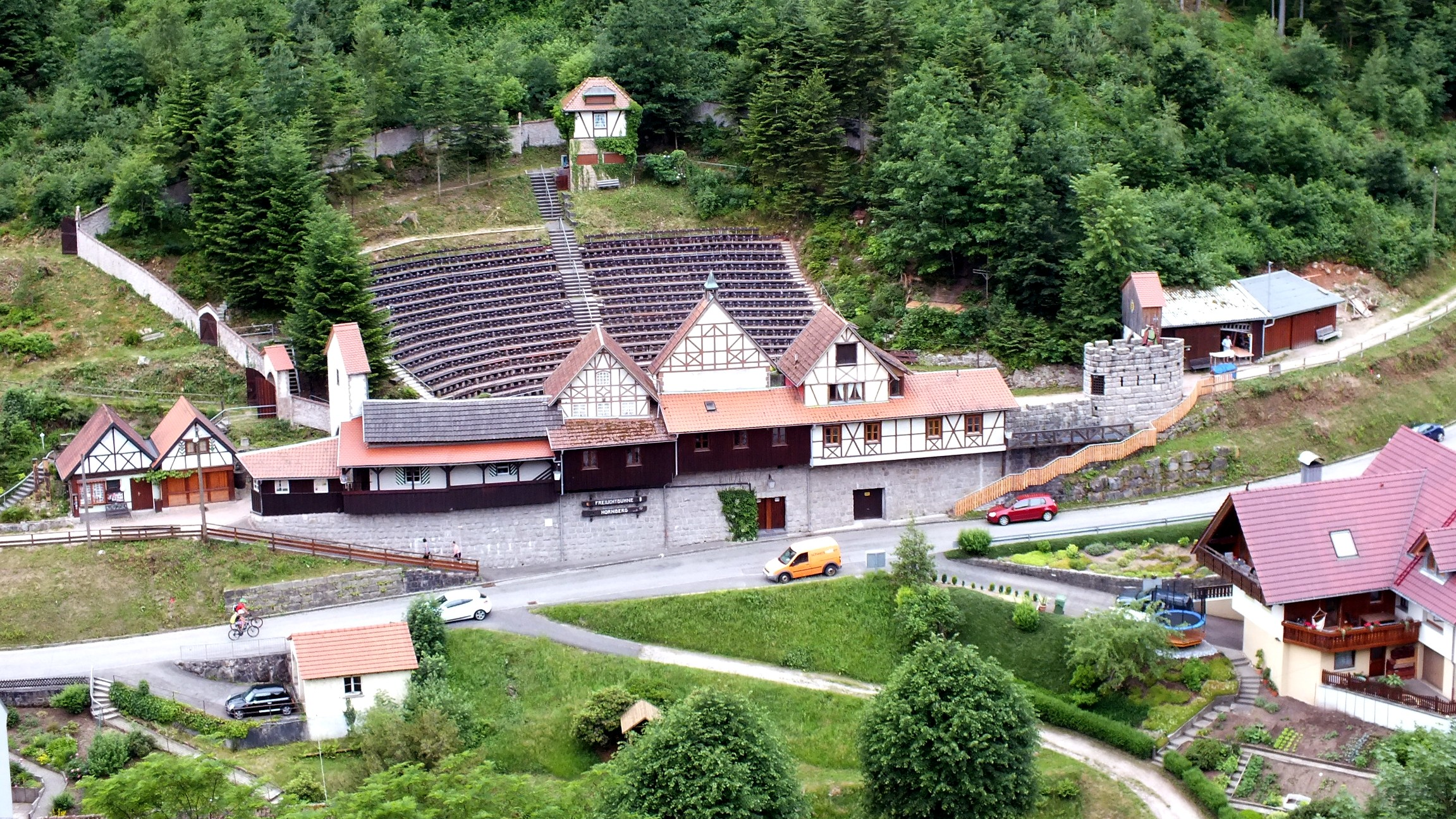
Freilichtbühne Hornberg

- Jährliches Volksschauspiel des Hornberger Schießens durch Hornberger Bürger auf der Erwin-Leisinger-Freilichtbühne
- Fasnet (schwäbisch-alemannische Fasnacht) vom Schmutzigen Donnerstag bis Aschermittwoch
- Traditioneller Schellenmarkt an Pfingsten auf dem Fohrenbühl
- Traditioneller Martinimarkt jährlich im November

### Religionen
Die Reformation wurde 1535 in Hornberg eingeführt. In der Stadt gibt es heute eine evangelische und eine römisch-katholische Kirche. Seit der Dekanatsreform am 1. Januar 2008 gehört Hornberg mit der St. Johannes d.T.- und der St. Gebhard-Kirche zum Dekanat Offenburg-Kinzigtal und gehört zudem zur Seelsorgeeinheit Hausach-Hornberg.

## Persönlichkeiten

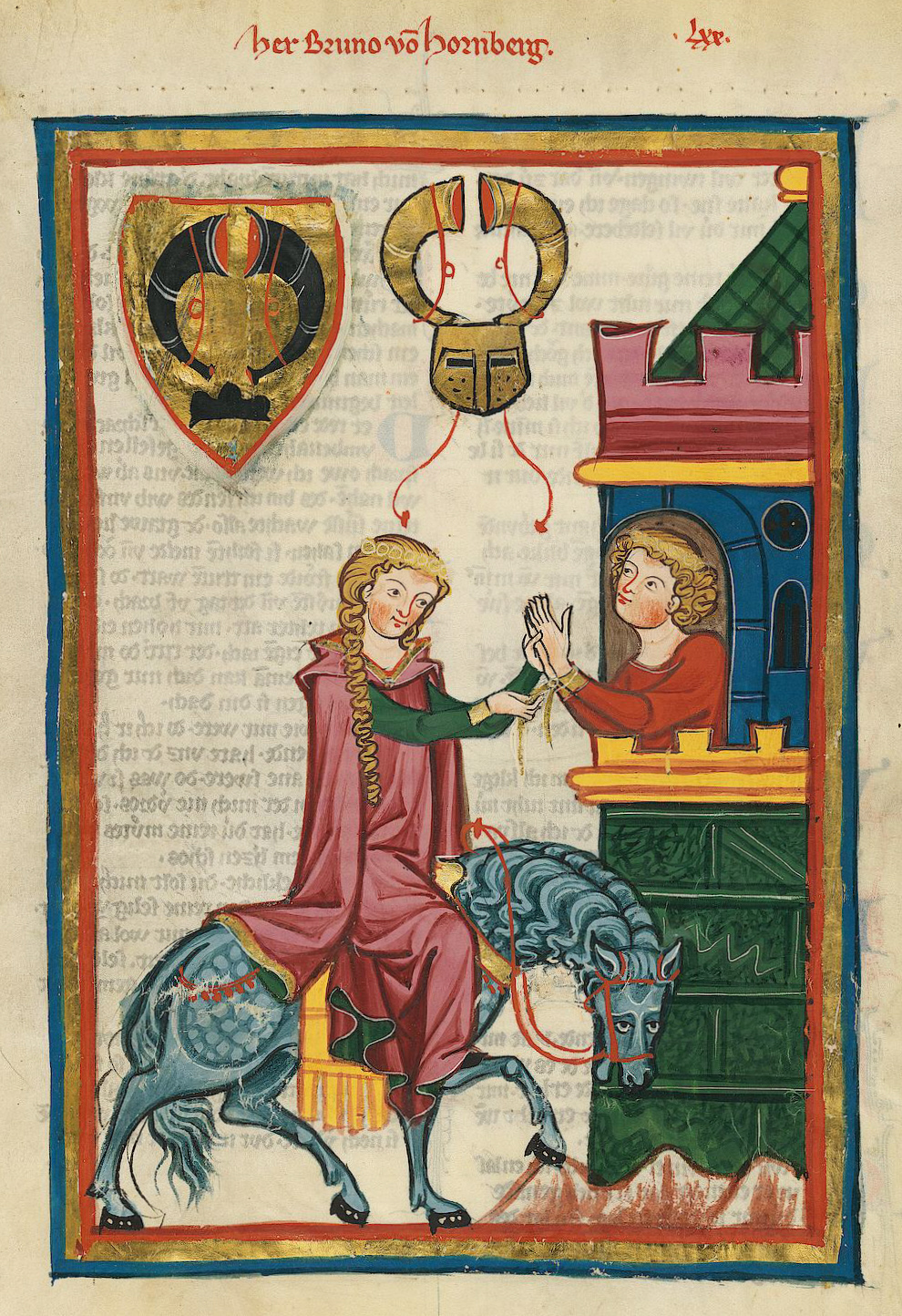
Codex Manesse 251r: Herr Bruno von Hornberg

### Ehrenbürger
- 1957 – Franz Schiele (1884–1963), Unternehmer und Bürgermeister
- 1957 – Wilhelm Hausenstein (1882–1957), Publizist und Diplomat
- 1990 – Erwin Leisinger († 1996), Heimatdichter und Verfasser des Freilichtspiels „Das Hornberger Schießen“
- 2012 – Franz Kook (* 1946), Vorstandsvorsitzender der Duravit AG

### Söhne und Töchter der Stadt
- Bruno von Hornberg (1275–1310), Minnesänger
- Georg Heinrich Keller (1624–1702), Württemberger evangelischer Theologe
- Wilhelm Ludwig Hosch (1750–1811), pietistischer Theologe und Kirchenlieddichter
- Friedrich August Köhler (1768–1844), Pfarrer, Sachbuchautor und Landeshistoriker
- Wilhelmine Canz (1815–1901), Gründerin der Großheppacher Schwesternschaft
- Otto Autenrieth (1868–1942), Musikpädagoge, Volksliedsammler und politischer Schriftsteller
- Edwin Roedder (1873–1945), deutschamerikanischer Philologe; geboren in Niederwasser
- Anna Hofheinz-Gysin (1881–1928), Dichterin, Pfarrersfrau und Hausfrau
- Wilhelm Hausenstein (1882–1957), Schriftsteller, Kunstkritiker und Kulturhistoriker, Publizist und Diplomat
- Karl Spathelf (1887 – nach 1945), Kaufmann
- Friedrich Jeckeln (1895–1946), SS-Offizier, verurteilter Kriegsverbrecher
- Albert Fritz (1899–1943), Eisendreher, Kommunist und Widerstandskämpfer gegen den Nationalsozialismus
- Walter Storz (1906–1974), Uhrmachermeister und Gründer der Uhrenmanufaktur Stowa
- Arthur Martin (1911–1999), 1935–51 Ratschreiber in Hornberg, 1951–78 Bürgermeister von Wolfach, seit 1978 Ehrenbürger von Wolfach
- Hans Walter Bähr (1915–1995), Publizist
- Ortrun Schätzle, geb. Klenert (* 1934), Politikerin (CDU)
- Werner Reutter (1937–2016), Direktor des Instituts für Biochemie und Molekularbiologie der Charité, Berlin-Dahlem
- Frieder Schäuble (1937–2011), Vorsitzender des Europahauses in Leipzig (Schirmherr H. D. Genscher)
- Siegfried Wendt (* 1940), Informatiker
- Elmar Gehlen (* 1943), Schauspieler und Regisseur
- Andreas Beck (* 1948), Arzt, Theologe, Schriftsteller und Maler
- Thomas Schäuble (1948–2013), Politiker (CDU), Direktor der Badischen Staatsbrauerei Rothaus/Schwarzwald, Bruder von Wolfgang Schäuble
- Bärbel Hähnle (* 1949), Leichtathletin, 1969 Vizeeuropameisterin mit der 4-mal-100-Meter-Staffel
- Christoph Schmider (* 1960), Archivdirektor
- Arno Haas (* 1965), Jazz-Saxophonist, Komponist, Musikproduzent, Artists and Repertoire Manager und Musikverleger
- Nicole Armbruster (* 1975), Drehbuchautorin und Lektorin

### Persönlichkeiten, die im Ort gewirkt haben
- Rochus Misch (1917–2013), Leibwächter und Telefonist Adolf Hitlers; hatte vor dem Krieg ein Malergeschäft in Hornberg
- Heinrich Pommerenke (1937–2008), Serienmörder; lebte während seiner Taten in Hornberg
- Karl Schäuble (1907–2000), deutscher Politiker (CDU); lebte in Hornberg
- Alfons Stadler (1926–2006), Politiker (CDU); war jahrzehntelang Mitglied des Hornberger Gemeinderats
- Wolfgang Schäuble (1942–2023), deutscher Politiker (CDU); wuchs in Hornberg auf
- Reinold VI. von Urslingen (≈1364–1442), Ritter; 1437 Anteilseigentümer an der Burg und Stadt Hornberg
- Klaus Zoch (* 1953), Spieleautor und Unternehmer; wuchs in Hornberg auf